# Compactifié d'Alexandrov
Pour les articles homonymes, voir Alexandrov.
En mathématiques, et plus précisément en topologie générale, le compactifié d'Alexandrov (parfois écrit compactifié d'Alexandroff) est un objet  introduit par le  mathématicien Pavel Aleksandrov. Sa  construction, appelée compactification d'Alexandrov, généralise celle de la sphère de Riemann à des espaces localement compacts quelconques auxquels elle revient à ajouter un « point à l'infini ».

## Définition
Soit {\displaystyle X} un espace topologique localement compact. On peut, en ajoutant un point à {\displaystyle X}, obtenir un espace compact. Pour cela, on considère {\displaystyle {\tilde {X}}=X\cup \{\omega \}} où {\displaystyle \omega \not \in X}, et l'on définit une topologie de la manière suivante.
L'ensemble des ouverts de {\displaystyle {\tilde {X}}} est constitué par :
- les ouverts de {\displaystyle X} ;
- les sous-ensembles de la forme {\displaystyle \{\omega \}\cup K^{c}}, où {\displaystyle K^{c}} est le complémentaire dans {\displaystyle X} d'un compact {\displaystyle K} de {\displaystyle X}.

On vérifie que l'on définit bien ainsi une topologie sur {\displaystyle {\tilde {X}}}, et que la topologie initiale sur {\displaystyle X} est identique à la topologie induite sur {\displaystyle X} par cette topologie sur {\displaystyle {\tilde {X}}}.
On vérifie enfin que {\displaystyle {\tilde {X}}} muni de cette topologie est un espace compact.
L'espace {\displaystyle {\tilde {X}}} s'appelle alors le compactifié d'Alexandrov de l'espace localement compact {\displaystyle X} ; {\displaystyle \omega } s'appelle le point à l'infini de {\displaystyle {\tilde {X}}} et se note également {\displaystyle \infty }.
Cette notion ne présente d'intérêt que si l'espace de départ n'est pas compact. En effet, appliquer le procédé de compactification d'Alexandrov à un espace compact ne fait que lui ajouter un point isolé (car {\displaystyle \{\omega \}} est alors un ouvert de {\displaystyle {\tilde {X}}}).
Si {\displaystyle X} et {\displaystyle Y} sont deux espaces localement compacts, une application continue {\displaystyle f:X\to Y} se prolonge en une application continue entre les compactifiés d'Alexandrov si et seulement si elle est propre.
Il est à noter que cette construction s'applique également si {\displaystyle X} est seulement supposé quasi-compact ; on obtient alors un espace {\displaystyle {\tilde {X}}} quasi-compact et l'on a la propriété suivante : {\displaystyle {\tilde {X}}} est séparé (donc compact) si et seulement si {\displaystyle X} est localement compact.

## Unicité
On montre facilement que partant d'un espace topologique localement compact {\displaystyle X} et d'un point donné {\displaystyle \omega \not \in X}, le compactifié d'Alexandrov construit comme ci-dessus sur {\displaystyle {\tilde {X}}=X\cup \{\omega \}} est l'unique topologie possible sur {\displaystyle {\tilde {X}}} telle que :
- {\displaystyle {\tilde {X}}} soit compact ;
- la topologie induite sur {\displaystyle X} soit identique à la topologie de départ.

## Exemples
- Le compactifié d'Alexandrov  de ℝn est homéomorphe à la n-sphère, à travers, en particulier, la projection stéréographique depuis un des pôles {\displaystyle P} de la n-sphère, projection complétée par {\displaystyle P\mapsto \omega }. Ainsi, le compactifié d'Alexandrov de ℝ est homéomorphe à un cercle, celui de ℝ2 (ou ℂ) à une sphère, appelée communément sphère de Riemann. Le point ajouté à l'espace peut être imaginé comme un point « à l'infini » : à l'infini la droite réelle se « referme » en un cercle.
- Tout ordinal α = [0, α[ peut être muni de la topologie de l'ordre. Si α est un ordinal limite, le compactifié d'Alexandrov de [0, α[ est α + 1 = [0, α].
 (Si au contraire α possède un prédécesseur β, alors [0, α[ est le compact [0, β + 1[ = [0, β].)
- Un espace de Fort est le compactifié d'Alexandrov d'un espace discret infini.